# Beépített hiba (film)
A Beépített hiba (eredeti cím: Inherent Vice) 2014-es amerikai neo-noir bűnügyi film, amelyet Paul Thomas Anderson írt és rendezett, Thomas Pynchon 2009-es, azonos című regénye alapján. A főszerepet Joaquin Phoenix, Josh Brolin, Owen Wilson, Katherine Waterston, Eric Roberts, Reese Witherspoon, Benicio del Toro, Jena Malone, Joanna Newsom, Jeannie Berlin, Maya Rudolph, Michael K. Williams és Martin Short alakítja.
A filmet az Amerikai Egyesült Államokban 2014. december 12-én mutatták be. A film általánosságban pozitív kritikákat kapott az értékelőktől, sokan dicsérték az alakításokat, a jelmezeket és a forgatókönyvet, de néhányan kritizálták a bonyolult cselekményt.

## Rövid történet
1970-ben a drogfüggő Los Angeles-i magánnyomozó, Larry „Doc” Sportello egy volt barátnője eltűnése ügyében nyomoz.

## Szereplők
- Joaquin Phoenix – Larry "Doc" Sportello
- Josh Brolin – Christian F. "Nagyláb" Bjornsen hadnagy
- Owen Wilson – Coy Harlingen
- Katherine Waterston – Shasta Fay Hepworth
- Reese Witherspoon – Penny Kimball helyettes kerületi ügyész
- Benicio del Toro – Sauncho Smilax, Esq.
- Jena Malone – Hope Harlingen
- Joanna Newsom – Sortilège
- Jordan Christian Hearn – Denis
- Hong Chau – Jade
- Jeannie Berlin – Reet néni
- Maya Rudolph – Petunia Leeway
- Michael Kenneth Williams – Tariq Khalil
- Michelle Sinclair – Clancy Charlock
- Martin Short – Dr. Rudy Blatnoyd, D.D.S.
- Sasha Pieterse – Japonica Fenway
- Martin Donovan – Crocker Fenway
- Eric Roberts – Michael Z. "Mickey" Wolfmann
- Jillian Bell – Chlorinda
- Serena Scott Thomas – Sloane Wolfmann
- Yvette Yates – Luz
- Andrew Simpson – Riggs Warbling
- Jefferson Mays – Dr. Threeply
- Keith Jardine – Puck Beaverton
- Peter McRobbie – Adrian Prussia
- Sam Jaeger – Flatweed FBI ügynök
- Timothy Simons – Borderline FBI ügynök
- Samantha Lemole – Aranyfog anya
- Madison Leisle – Aranyfog Lánya
- Matt Doyle – Aranyfog Apa
- Liam Van Joosten – Aranyfog Fiú

## Megjelenés
A Beépített hiba 2014. október 4-én mutatkozott be a New York-i Filmfesztiválon. A film 2014. december 12-én korlátozottan is a mozikba került, majd 2015. január 9-én 645 moziban jelent meg.
A film 8 millió dollárt hozott a hazai piacon és 6,6 millió dollárt nemzetközileg, a pozitív kritikák ellenére a végső bruttó bevétel 14,6 millió dollár lett, ami körülbelül 6 millió dollárral kevesebb, mint amennyivel a film költségvetése visszajött volna.

## Forgatás
A forgatás 2013 májusában kezdődött, és a tervek szerint 2013. augusztus 2-ig tartott volna.
2013 júniusában Pasadenában és a Long Beachen található American Pride nagyhajó fedélzetén is forgattak.